# Mastère Spécialisé
MS – Mastère Spécialisé eller Specialized Master eller Advanced Master – er en engineering eller erhvervsøkonomisk ledelsesuddannelse på kandidatniveau. Uddannelsen læses på en engineering eller Handelshøjskole eller et universitet, i udlandet ofte omtalt som en business school eller engineering school. Det blev skabt i 1986 af Conférence des Grandes Écoles.
Uddannelsen sigter primært på at give erfarne eller potentielle ledere eller ingeniører mulighed for at udvide deres kompetencer. 
Studiet varer som regel 1 år fuld tid og omfatter en praktikplads i mindst fire måneder. kurser foregår på fransk eller engelsk.
Der er MS på mange områder: luftfart, Informatik, biologi, forvaltning ...